# Erich Spiegel
Erich Spiegel (ur. 15 października 1919, zm. 15 września 1984) – pierwszy powojenny burmistrz niemieckiej części Szczecina (Dystrykt IV Stettin-Zabelsdorf). Funkcję tę pełnił równolegle z prezydentem polskiej części Piotrem Zarembą – obaj podlegali pułkownikowi Armii Czerwonej Aleksiejowi Fiedotowowi – wojskowemu komendantowi miasta.
Po przekazaniu stanowiska Erichowi Wiesnerowi, został starostą tzw. Enklawy Polickiej, obejmującej Police z fabryką benzyny syntetycznej Hydrierwerke Pölitz i Jasienicę. Do 25 września 1946 enklawa znajdowała się pod zarządem wojskowej komendantury Meklemburgii w radzieckiej strefie okupacyjnej.